# Richard Lambourne
Richard Edward Lambourne (Colorado Springs, 6 de mayo de 1975) es un jugador profesional de voleibol americano, juego de posición líbero. 

## Palmarés

### Clubes
Copa de Austria:
- 2002, 2003

Campeonato de Austria:
- 2002, 2003

Campeonato de Bélgica:
- 2006

Campeonato de Polonia:
- 2007, 2008

Copa CEV:
- 2009[1]

Campeonato Asiático de Clubes:
- 2012

Copa de Emir:
- 2012

Campeonato de Catar:
- 2012

### Selección nacional
Copa América:
- 2005, 2007
- 2000

Campeonato NORCECA:
- 2003, 2005, 2007
- 2001, 2009, 2011

Grand Champions Cup:
- 2005

Copa Panamericana:
- 2006

Liga Mundial:
- 2008
- 2012
- 2007

Juegos Panamericanos:
- 2007

Juegos Olímpicos:
- 2008[2]

## Premios individuales
- 2001: Mejor recepción Campeonato NORCECA
- 2005: Mejor líbero Copa América
- 2006: Mejor defensa Copa Panamericana
- 2007: Mejor líbero Liga Mundial
- 2008: Mejor líbero Liga Mundial